# Pleurothyrium williamsii
Pleurothyrium williamsii är en lagerväxtart som beskrevs av Otto Christian Schmidt. Pleurothyrium williamsii ingår i släktet Pleurothyrium och familjen lagerväxter. Inga underarter finns listade i Catalogue of Life.